# یواس‌اس تتنل (دی‌دی-۱۲۵)
یواس‌اس تتنل (دی‌دی-۱۲۵) (به انگلیسی: USS Tattnall (DD-125)) یک کشتی بود که طول آن ۳۱۴ فوت ۴ ۱⁄۲ اینچ (۹۵٫۸۲۲ متر) بود. این کشتی در سال ۱۹۱۸ ساخته شد.